# Mètode de separació

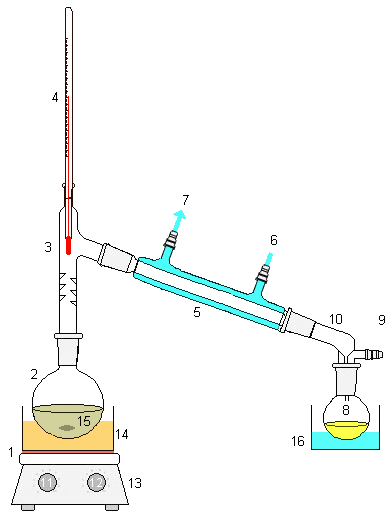
Aparell de destil·lació

Un Mètode de separació és el camí que se segueix, manera ordenada de procedir, per a arribar a posar l'una en una part i l'altra en una altra (dues o més persones o coses que estan l'una al costat de l'altra, reunides, mesclades).

## Separació dels components d'una mescla[3][4]
Hi ha molts mètodes de separació dels components d'una mescla, ja sigui homogènia o heterogènia

### Principals mètodes de separació[4]
Els mètodes de separació utilitzats en química tenen com a objectiu separar, o aïllar, els constituents d'una mescla i obtenir-ne finalment substàncies pures.
Les separacions són de tipus químic o físic. Generalment, les separacions químiques van seguides o acompanyades de separacions físiques.
Les separacions físiques s'utilitzen especialment quan no es vol alterar els components de la mescla. Les separacions en què s'utilitza calor o camps elèctrics, que són de tipus químic, en poden provocar.
Hi ha molts mètodes de separació.

#### Mètodes mecànics de separació[4]
- Decantació: es pot fer servir per separar les partícules sòlides que un líquid té en suspensió o també separar dos líquids immiscibles.[3] consisteix a separar dues o més substàncies immiscibles que tinguin densitat diferent i de les quals almenys una sigui líquida. Es pot utilitzar per eliminar les partícules sòlides que un líquid té en suspensió.

Per aconseguir-ho es deixa reposar la mescla. Quan el sòlid ha sedimentat i el líquid que sura és transparent, s'inclina el recipient i, amb cura, s'aboca el líquid en un altre recipient
Observa que el sòlid en suspensió ha de ser més dens que el líquid.
També se separen per decantació dos líquids immiscibles que formen dues fases. Aquesta operació es fa utilitzant uns embuts anomenats de decantació
La separació de sorres auríferes en un riu o la separació d'aigua continguda continguda en un oli són exemples de decantacions
- Filtració:[3] un líquid amb partícules sòlides en suspensió es fa passar per un filtre, tela o vidre, que, com un tamís molt fl, reté les partícules sòlides i deixa passar el líquid. Les fibres del filtre permeten l'aparició entre elles d'espais i porus pels quals s'escola el líquid, aquest procés pot ser lent.

- Filtració a pressió reduïda o filtració per succió: es recull el líquid en un recipient en què s'ha reduït la pressió. Al laboratori, aquest recipient sol ser un Erlenmeyer de vidre especial amb una tabuladora lateral, anomenat matràs der Kitasato o matràs de filtració, que es connecta a una bomba o trompa de buit i té un embut de Büchner que s'ajusta amb un tap de goma.

- Centrifugació: aquest mètode es basa també en la diferència de densitats entre els components de la mescla, un de líquid i un altre de sòlid.

Una mescla d'aigua i argila s'introdueix en diversos tubs d'assaig que es fa girar en posició horitzontal i a gran velocitat. Així s'aconsegueix que les partícules sòlides s'acumulin ràpidament al fons del tub. Amb aquest procés s'obtenen la mantega i la nata a partir de la llet.
Els casos més difícils de separació són els de mescles col·loidals, a grans velocitats de gir s'ha aconseguit separar components macromoleculars
Al laboratori, la centrifugació es fa servir també per a la separació de precipitats (substàncies insolubles en aigua). En alguns casos, la centrifugació tendeiz a substituir la filtració perquè és un procés més ràpid.

#### Mètodes de separació amb canvi d'estat[4]
- Sublimació: es el pas directe de sòlid a gas, sense passar per l'estat líquid. El canvi invers, de gas a sòlid, també s'anomena sublimació inversa. Per exemple, el iode I₂, en estat sòlid, se sublima i es pot separar d'una mescla de sòlids per escalfament. Els vapors de iode es poden recollir sobre una superfície freda, on es tornen a solidificar en estat pur
- Cristal·lització: és un mètode molt utilitzat per purificar substàncies. En efecte, si una solució que conté un solut acompanyat d'impureses es concentra per evaporació, les impureses solubles no arriben a formar, en general, una solució saturada, ja que es troben en quantitats petites, per la qual cosa els cristalls que s'obtenen són pràcticament de la substància que es vol purificar. No obstant això, els cristalls procedents d'aquesta cristal·lització solen retenir encara una petita fracció d'impureses. Aquests poden quedar en el si de la massa cristal·lina per oclusió, especialment quan la cristal·lització es produeix ràpidament i es formen cavitats tancades amb restes de la solució. Les impureses també poden quedar retingudes per adsorció superficial, adherides a la superfície dels cristalls després de la cristal·lització. La proporció d'impureses es redueix molt fent recristal·litzacions successives, dissolent novament els cristalls obtinguts i tornant-los a cristal·litzar. La cristal·lització és un dels mètodes de separació que més s'aproxima a la consecució de substàncies sòlides pures. Així, s'ha utilitzat per obtenir cristalla de moltes substàncies orgàniques dissoltes en ciclohexà, èter o acetona. Aquests dissolvents s'evaporen fàcilment i es poden eliminar fàcilment dels cristalls
- Destil·lació simple:[3] la destil·lació és una operació que es duu a terme als laboratoris i en la indústria per separar els components d'una dissolució líquida. Per obtenir bones separacions per destil·lació simple, la diferència de la volatilitat entre els constituents de la solució ha de ser elevada, un dels components ha de ser molt més volàtil que la resta. En el procés de destil·lació es combinen dos canvis d'estat: el pas de líquid a vapor (s'aconsegueix escaldant fins a l'ebullició), seguit del pas invers, la condensació o la liquació del vapor per passar-lo novament a líquid (aquest pas s'aconsegueix mitjançant el refredament)
- Destil·lació fraccionada: quan la separació per destil·lació simple resulta difícil per la proximitat del punt d'ebullició dels diferents components, es recorre a la destil·lació fraccionada. Es fa servir, per exemple, per obtenir alcohol a partir de productes de la fermentació del raïm (most) o dels cereals (whisky). També s'usa per separar els components de l'aire liquar i els grups d'hidrocarburs que constitueixen el petroli. Per fer una destil·lació fraccionada s'intercala entre el matràs i el refrigerant una columna se destil·lació anomenada columna de fraccionament. La columna està plena, generalment, d'anells o boles de vidre, o trossos de tub de vidre.

#### Mètodes de separació per dissolució i extracció líquid-líquid[4]
Dissolució: els components solubles d'una mescla sòlida o líquida es poden separar dels insolubles per dissolució en un dissolvent adequat.
Per exemple, les taques de greix es dissolen en un dissolvent com el tricloroetilè mentre que les fibres del teixit queden insolubles, aquestes propietats de dissolvents s'utilitzen en tintoreria
Extracció líquid-líquid: consisteix a passar un solut d'un dissolvent a un altre, en què és més soluble. Els dos dissolvents han de ser immiscibles. Després en un embut de decantació, podem separar les dues solucions
L'extracció s'aplica en anàlisi química per separar la substància que es vol analitzar d'altres components. Industrialment s'aplica en l'extracció de greixos continguts en llavors triturades. S'utilitzen dissolvents com el tetraclorur de carboni o tricloroetilè, que no són miscibles amb l'aigua i són molt bons dissolvents dels greixos.

#### Mètodes cromatogràfics[4]
La cromatografia es basa en la capacitat diferent que presenten els components d'una petita mostra gasosa o líquida d'adherir-se a unes superfícies adsorbents sòlides o líquides. Aquests components de la mostra poden ser arrossegats oer un flux, d'un gas o d'un líquid, anomenat eluent. Segons el grau d'adherència o solubilitat els diferents components de la mostra s'aniran separant
Entre les cromatografies, les més importants són:
- la cromatografia de gasos
- la cromatografia líquida o de líquids
- la cromatografia plana (sobre paper o capa fina)

La cromatografia de líquids és semblant a l'explicada, però utilitza com a adsorbent una capa de sílice col·loidal anomenada gel de sílice, suportada per alumini o plàstic
En la cromatografia de gasos, la mostra és un gas o líquid volàtil, que s'injecta a l'extrem del que es coneix com a “columna” en el llenguatge de laboratori, que consisteix en un tub calent, llarg i estret, ple de material adsorbent. Si la mostra és líquida, es volatilitza i els gasos arrossegats al llarg de la columna per un corrent de gas inert, generalment heli. També aquí es produeixen milers d'adsorcions i arrossegaments, i els diferents components avancen a diferent velocitat. A la sortida de la columna, un detector adequat indica el pas dels diferents components separats i la quantitat més gran o més petita d'aquests components
Amb la cromatografia s'obtenen bones separacions en un temps relativament curt, per això no tan sols s'utilitza en centres d'investigació, sinó també és emprada habitualment als laboratoris industrials. Sense l'ajut de la cromatografia, els ràpids progressos fets en les darreres dècades en la identificació, la purificació i la separació de vitamines, hormones, aminoàcids i proteïnes no haurien estat possibles.

## Criteris de puresa de les substàncies[4]
Quan les mescles se sotmeten a les operacions de separació i purificació, s'aconsegueixen les substàncies pures: els compostos i els elements. Ordinàriament es considera que una riquesa del 99,99% és suficient per poder qualificar una substància de pura. Molts reactius químics anomenats comercials no assoleixen el 98% de riquesa. D'altra banda, el fet que un grau determinat de puresa sigui suficient o no, depèn de l'aplicació que es doni a la substància
Per saber si les substàncies són pures, disposem dels criteris de puresa. Com a criteris de puresa s'usen les propietats característiques que resulten indicatives del grau de puresa i que diferencien les substàncies pures de les mescles
- Els punts de fusió i solidificació i els d'ebullició i condensació han estat els criteris de puresa més utilitzats durant molt de temps. Les temperatures de canvi d'estat de les substàncies pures estan recollides en taules que es poden consultar per comprovar la identitat d'una substància
- La densitat, que, a una pressió i una temperatura determinades, és característica de cada element o compost. Les mescles presenten densitats que són intermèdies entre les que corresponen a les substàncies que les componen
- La solubilitat en un dissolvent determinat, fixades les condicions, és també una propietat característica de les substàncies pures, encara que el seu ús és més restringit com a criteri de puresa
- Propietats òptiques, com ara l'índex de refracció de les substàncies transparents, a una temperatura i una longitud d'ona determinades, són característiques també utilitzades com a criteris de puresa
- La composició centesimal o també el percentatge en massa de cada element en un compost. La composició centesimal d'un compost pur es manté constant encara que formi part d'una mescl i se sotmeti a diferents operacions de separació física. És un dels criteris de puresa més segurs

Quan una mostra ha estat sotmesa a separacions i purificacions i es creu que s'ha obtingut una substància pura coneguda (o diverses), se'n determinen les propietats i la composició elemental, comparant-les amb les de les taules. Si coincideixen, dins l'error experimental, és que es tracta definitivament d'una substància pura.